# آيت ميان (آيت سيدي بالقاسم)
آيت ميان هو دُوَّار يقع بجماعة الحمام، إقليم خنيفرة، جهة بني ملال خنيفرة في المملكة المغربية. ينتمي الدوّار لمشيخة آيت سيدي بالقاسم التي تضم 4 دواوير. يقدر عدد سكانه بـ 105 نسمة حسب الإحصاء الرسمي للسكان والسكنى لسنة 2004.

## وصلات خارجية
- البوابة الوطنية للجماعات الترابية
- المندوبية السامية للتخطيط